# هیرومی هارا
هیرومی هارا (به انگلیسی: Hiromi Hara) بازیکن فوتبال اهل ژاپن و عضو تیم ملی فوتبال ژاپن است که در تاریخ ۱۹ نوامبر ۱۹۷۸ میلادی اولین بازی ملی‌اش را انجام داد. او در ۷۵ بازی ملی حضور داشت و آخرین بازی ملی خود را در تاریخ ۲۶ اکتبر ۱۹۸۸ میلادی انجام داد. هیرومی هارا در بازی‌های ملی‌اش ۳۷ گل به ثمر رساند.